# Melitaea variabilis
Melitaea variabilis är en fjärilsart som beskrevs av Belter 1934. Melitaea variabilis ingår i släktet Melitaea och familjen praktfjärilar. Inga underarter finns listade i Catalogue of Life.